# Tobias Billström
Tobias Lennart Billström, född 27 december 1973 i Fosie församling i Malmö, är en svensk politiker (moderat). Mellan 2022 och 2024 var han Sveriges utrikesminister i regeringen Kristersson.
Billström var riksdagsledamot 2002–2024. Han var migrationsminister i regeringen Reinfeldt 2006–2014 samt tillförordnad arbetsmarknadsminister från den 7 juli till den 5 oktober 2010. Han var riksdagens förste vice talman 2014–2017 och Moderaternas gruppledare i riksdagen 2017–2022.

## Biografi

### Utbildning
Billström har avlagt masterexamen (MPhil) i historia vid universitetet i Cambridge och filosofie magisterexamen i historia vid Lunds universitet. Hans uppsatser i historia berörde ämnesområdet brittisk kolonialhistoria, särskilt tjänstemän förlagda i Indien och Jamaica.
Billström blev politiskt aktiv genom Moderata Ungdomsförbundet. Under sin studietid var han aktiv i Fria Moderata Studentförbundet som ordförande för Malmö-föreningen FMS Gryphus samt satt i styrelsen för studentkåren Lunds humanistkår. Billström inledde sina studier i Lund på filosofiska institutionen där han läste 20 poäng vetenskaplig grundkurs för Victoria Höög.

### Riksdagen
Billström valdes in som riksdagsledamot för Malmö kommuns valkrets i valet 2002. Efter partiledarna Göran Persson och Alf Svensson var Billström den kandidat som fick flest personkryss i valkretsen. Han blev efter invalet i riksdagen suppleant i utbildningsutskottet, arbetsmarknadsutskottet och kulturutskottet. 2003 utsågs han till ledamot i utbildningsutskottet där han fick ett särskilt ansvar för frågor kring högre utbildning och forskning. I april 2005 blev Tobias Billström ledamot av socialförsäkringsutskottet och Moderaternas talesman i frågor rörande migration och integration. I samband med detta lämnade han utbildnings- och kulturutskotten. Under perioden 2003–2007 var Tobias Billström ordförande för Moderaterna i Malmö. Tobias Billström utsågs i november 2005 till ledamot av styrelsen för Migrationsverket, ett uppdrag han lämnade i samband med att han blev utsedd till statsråd.
Billström deltog som riksdagsledamot aktivt i diskussionerna om migrationspolitiken. Han motsatte sig den tillfälliga asyllag som den socialdemokratiska regeringen införde, med argumentet att lagen inte var rättssäker och grundade sig på kollektiva bedömningar.

### Migrationsminister
Billström utnämndes till migrationsminister den 6 oktober 2006. Han var en av de ministrar som kritiserades i samband med ministeraffären vid tillsättandet av regeringen Reinfeldt 2006, efter att det uppdagats att han under många år medvetet underlåtit att betala TV-avgift. Billström tjänstgjorde på Justitiedepartementet till skillnad från sina närmaste företrädare, vilka tjänstgjort i Utrikesdepartementet. 
Han var även, efter Sven Otto Littorins avgång, tillförordnad arbetsmarknadsminister mellan den 7 juli 2010 och den 5 oktober 2010.

#### Arbetskraftsinvandring
Regeringen lade efter sitt tillträde 2006 till ett nytt mål för den svenska migrationspolitiken, nämligen att öka möjligheterna för arbetskraftsinvandring. Tobias Billström framhöll vikten av att skapa en balans på ett politikområde där asylfrågorna ofta dominerar. Han sa också att han såg arbetskraftsinvandring som ett effektivt sätt att hjälpa utvecklingsländerna utöver det traditionella biståndet, eftersom mycket av pengarna som arbetskraftsinvandrare från fattigare länder tjänar skickar de sedan hem till sina familjer.

#### Inrättandet av återetableringsstödet
Regeringen inrättade den 1 augusti 2007 ett återetableringsstöd för att underlätta ett återvändande till hemlandet för den som fått avslag på sin asylansökan. Behovet av återetableringsstöd har i media framhållits av Tobias Billström som en viktig åtgärd för att skapa en balanserad asylpolitik.

#### Mellanöstern
Billström arbetade för att fler länder i Europa och världen skulle ta emot flyktingar från Irak. Han framhöll behovet av en gemensam asyl- och migrationspolitik för EU mycket starkt, och som något som skulle kunna ge fler irakier i behov av skydd möjlighet att få detta.
Arbetet fick en start i och med den artikel som Billström skrev tillsammans med EU-minister Cecilia Malmström 12 februari 2007 i Svenska Dagbladet. Budskapet framfördes sedan i EU:s ministerråd och vid flera internationella konferenser där Billström representerade Sverige, bland annat i Genève och i Sharm el-Sheikh.
Den 30 mars till den 4 april 2007 genomförde Billström, som den första europeiska migrationsministern, en resa till Syrien och Jordanien för att skapa sig en bild av förhållandena för de irakiska flyktingar som uppehåller sig där. Vid tillfället intervjuades han på plats i Damaskus av Sveriges Radio.

#### Papperslösa invandrare
I en proposition från regeringen, där Billström var migrationsminister, föreslogs i december 2012 rätt till skolgång för papperslösa barn, i såväl för- och grundskola som gymnasieskola. Denna rätt föreslogs i propositionen träda i kraft i juli 2013. I en intervju med Dagens Nyheter i mars 2013 argumenterade Billström emot detta förslag och påstod att "Vi har ju valt, från regeringens sida, att inte inkludera gymnasieskolan". Dagen därpå uppgav Billströms pressekreterare att Billström "sa fel" angående skolgången. 
I intervjun med DN 18 mars uttryckte han även: "Ibland har vi bilden av att personen som är gömd bor hos en trevlig blond svensk dam i 50–60-årsåldern som vill hjälpa till. Men det är ju inte så. De allra flesta bor hos sina landsmän som inte alls är blonda och blåögda." 
Billströms yttranden mötte omfattande kritik på Twitter och krav från bland annat Vänsterpartiets Lars Ohly väcktes om Billströms avgång. Folkpartiets partiledare tillika utbildningsminister Jan Björklund kritiserade också Billström. Billström bad senare om ursäkt för uttalandet. Även efter ursäkten har Billström fått kritik, dels av Moderata Ungdomsförbundets ordförande Erik Bengtzboe och dels av statsminister Fredrik Reinfeldt, kritik som från akademiskt håll kommenterades som "ingen minister har fått sådan öppen kritik av statsministern".

### Förste vice talman och gruppledare i riksdagen
Efter att regeringen förlorat valet 2014 valdes Billström till riksdagens förste vice talman den 29 september 2014. Han lämnade vice talmansposten efter att han 3 oktober 2017 utsågs till Moderaternas gruppledare i riksdagen, vilket inträffade efter att Ulf Kristersson tillträtt som partiledare. Under åren inför valet 2022 ansågs Billström spela en central roll i arbetet för att åstadkomma ett politiskt samarbete mellan Moderaterna och Sverigedemokraterna.

### Utrikesminister
I oktober 2022 utsågs Billström till utrikesminister när den nyvalde statsministern Ulf Kristersson presenterade sin regering. Som utrikesminister såg Billström Sveriges anslutning till Nato som en av sina viktigaste arbetsuppgifter. Arbetet lyckades; den 7 mars 2024 blev Sverige Nato-medlem genom en ceremoni i Washington där Billström medverkade.
Den 4 september 2024 lade Billström upp ett inlägg på X där han skrev att han skulle avgå som utrikesminister och som riksdagsledamot i samband med riksmötets öppnande en knapp vecka senare.

## Privatliv
Tobias Billström är son till teleingenjören Lennart Billström och Birgitta, född Karlsson.
Billström är den första öppet bisexuella personen som tjänstgjort som statsråd  i Sverige. Han var tidigare styrelseledamot för Öppna Moderater. Han är gift med Sofia Åkerman, och paret har en dotter och en son.

## Utmärkelser

### Svenska
- Konung Carl XVI Gustafs jubileumsminnestecken IV, 15 september 2023.[33]
- Riksdagens medalj av 12:e storleken, 18 juni 2025.[34]

### Utländska
- 1:a klassen av estländska Förtjänstkorset 26 november 2024 [35]
- Storkorset av danska Dannebrogorden, 6 maj 2024 [36]
- Storkorset av finska Finlands Lejons orden, 23 april 2024
- Storofficer av franska Hederslegionen, 30 januari 2024
- Belarusiska oppositionens Goda Grannskapets Förtjänstkors, 6 november 2023 [37]
- 1:a klassen av estländska Terra Mariana-korsets orden, 20 april 2023
- Storkorset av jordanska Självständighetsorden, 15 november 2022
- Storkorset av portugisiska Henrik Sjöfararens orden, 5 maj 2008
- 1:a klassen av bulgariska Stara Planina-orden, 9 oktober 2007

### Akademiska
- Honorary Fellow, Selwyn College, Cambridge(en), Cambridge University 2024 [38]